# Kazimierz Malak

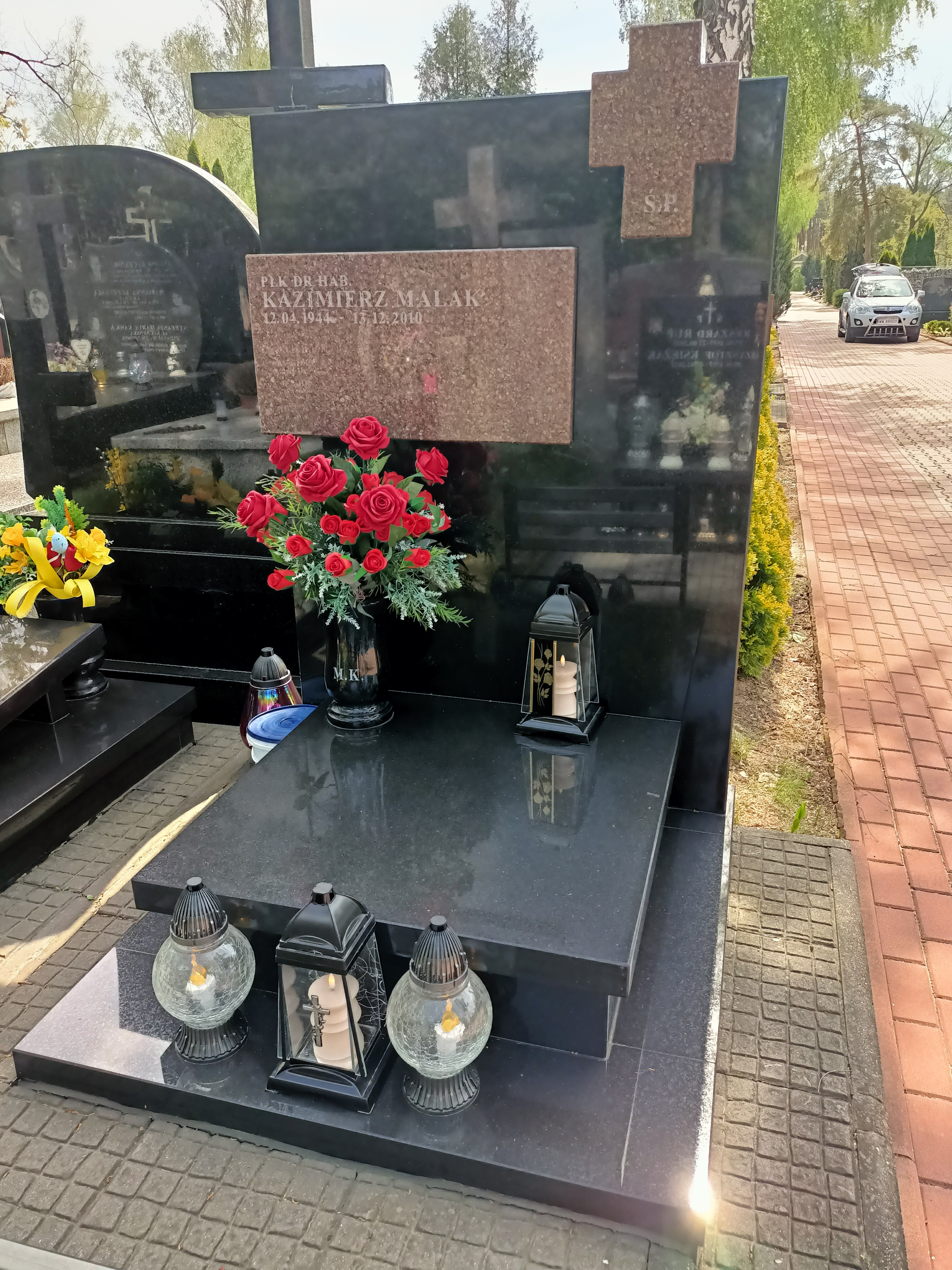
Grób Kazimierza Malaka na cmentarzu przy ulicy Grzybowej

Kazimierz Malak (ur. 12 kwietnia 1944, zm. 13 grudnia 2010) – pułkownik Wojska Polskiego, profesor nadzwyczajny, doktor habilitowany.
Ukończył Oficerską Szkołę Radiotechniczną w Jeleniej Górze (1967), Wojskową Akademię Polityczną w Warszawie (1978) i Petersburski Uniwersytet Państwowy (1982).
Zawodową służbę wojskową pełnił w 10 Dywizji Pancernej będąc m.in. zastępcą dowódcy 10 Pułku Czołgów Średnich w Opolu. 
Wykładowca Akademii Obrony Narodowej w Warszawie i filii Uniwersytetu Humanistyczno-Przyrodniczego Jana Kochanowskiego w Piotrkowie Trybunalskim. 
W 2002 uzyskał w Akademii Obrony Narodowej stopień naukowy doktora habilitowanego na podstawie rozprawy pt. Czynnik wojskowy w polityce zagranicznej Federacji Rosyjskiej (1999-2000).
Został pochowany na cmentarzu w Rembertowie.

## Ważniejsze publikacje
1. Polsko-radzieckie stosunki kulturalne w okresie międzywojennym, Warszawa 1991
2. Stosunki radziecko-niemieckie 1917-1932, Warszawa 1992
3. Stosunki radziecko-niemieckie 1917-1933. Studium historyczne, Warszawa 1993
4. Historia dyplomacji, Warszawa 1995
5. Polityka bezpieczeństwa i Siły Zbrojne Rosji, Warszawa 1996
6. Polityka bezpieczeństwa narodowego Federacji Rosyjskiej, Warszawa 1997
7. Radziecko-niemiecka współpraca wojskowa w latach 1917-1932, Warszawa 1997
8. Siły Zbrojne Federacji Rosyjskiej, Warszawa 1997
9. Bezpieczeństwo i obronność państwa, Warszawa 1998
10. Polityka bezpieczeństwa narodowego Ukrainy, Warszawa 1999
11. Polityka zagraniczna i bezpieczeństwa Białorusi, Warszawa 2003
12. Bezpieczeństwo polityczne i wojskowe, Warszawa 2004